# 1955 aux échecs
| Années des échecs : 1952 - 1953 - 1954 - 1955 - 1956 - 1957 - 1958    |
| Décennies des échecs : 1920 - 1930 - 1940 - 1950 - 1960 - 1970 - 1980 |

Cet article présente les faits marquants de l'année 1955 aux échecs.

## Championnats nationaux
- Argentine : Miguel Najdorf remporte le championnat[1],[2]. Chez les femmes, Odile Heilbronner s’impose.
- Autriche : Franz Auer remporte le championnat[3]. Chez les femmes, Berta Zebinger s’impose[4].
- Belgique : Jos Gobert remporte le championnat[5]. Chez les femmes, Louisa Ceulemans s’impose [6].
- Brésil : Le championnat n’a pas lieu[7].
- Canada : Frank Anderson remporte le championnat[8].
- Écosse : James Macrae Aitken remporte le championnat[9]
- Espagne : Jesús Díez del Corral remporte le championnat[10]. Chez les femmes, c’est Pilar Cifuentes qui s’impose[11].
- États-Unis : Pas de championnat[Note 1],[12]. Chez les femmes Gisela Kahn Gresser et Nancy Roos s’imposent[13].
- Finlande: Jalos Aatos Fred remporte le championnat[14].
- France : César Boutteville remporte le championnat [15]. Chez les femmes, c’est Vazeille qui s’impose[16].
- Inde : Eluru R.B. Sapre et D. Venkaya remportent la première édition du championnat[17]
- Pologne : Józef Gromek remporte le championnat[18].
- Royaume-Uni : Harry Golombek remporte le championnat[19].

- Suisse : Max Blau remporte le championnat [20]. Chez les dames, c’est Anna Näpfer qui s’impose[21].
- RSS d'Ukraine : Anatoli Bannik remporte le championnat[22],[23], dans le cadre de l’U.R.S.S.. Chez les femmes, Esfir Holdberh s’impose[24].
- RFP Yougoslavie : Nikola Karaklajić remporte le championnat[25],[26]. Chez les femmes, Nagy-Radenković s’impose.

## Naissances
- 23 avril : Tony Miles
- 25 avril : John Nunn,

## Nécrologie
- 5 janvier : Jerzy Jagielski (en)
- 31 janvier : Henry Atkins
- 6 mars : Paul Lipke
- 16 mai : Harold Murray
- 31 juillet : Frederick Esling (en)
- 4 août : Rafael Blanco Estera
- 18 novembre : Solomon Rosenthal (en)
- 25 novembre : Herman Steiner
- 11 décembre : Richard Griffith (en)
- 18 décembre : William Winter